# Vitbukig chachalaca
Vitbukig chachalaca (Ortalis leucogastra) är en fågel i familjen trädhöns inom ordningen hönsfåglar.

## Utbredning och systematik
Fågeln förekommer i kustområden från Chiapas i södra Mexiko till Nicaragua. Den behandlas som monotypisk, det vill säga att den inte delas in i några underarter.

## Status
Arten har ett stort utbredningsområde och beståndet anses vara stabilt. Internationella naturvårdsunionen IUCN listar den därför som livskraftig (LC). Beståndet uppskattas till i storleksordningen 50 000 till en halv miljon vuxna individer.